# Georgische Badmintonmeisterschaft
Georgische Meisterschaften im Badminton werden nach dem Zerfall der Sowjetunion seit der Saison 1990/1991 unregelmäßig vom Georgischen Badmintonverband ausgerichtet. Die Austragung von Juniorenmeisterschaften begann ein Jahr später. Der Großteil der Titelkämpfe fand in der Hauptstadt Tiflis statt. Juniorenmeisterschaften sind seit 1992 dokumentiert, Mannschaftsmeisterschaften seit 1991. Internationale Meisterschaften von Georgien gibt es noch nicht.
Die Meisterschaften gingen aus der UdSSR-Meisterschaft im Badminton hervor. Nach dem Zerfall der Sowjetunion starten Aserbaidschan, Armenien, Belarus, Estland, Georgien, Lettland, Litauen, Moldawien, Russland und die Ukraine eigene Meisterschaften innerhalb des Europäischen Badmintonverbandes EBU, während Kasachstan, Kirgisien, Tadschikistan, Turkmenistan und Usbekistan eine neue Heimat im asiatischen Badmintonverband fanden.

## Die Titelträger
| Saison    | Herreneinzel         | Dameneinzel         | Herrendoppel                        | Damendoppel                           | Mixed                                  |
| --------- | -------------------- | ------------------- | ----------------------------------- | ------------------------------------- | -------------------------------------- |
| 1991      | Arthur Khachatourov  | Inga Beridze        | nicht ausgetragen                   | nicht ausgetragen                     | nicht ausgetragen                      |
| 1992 1996 | nicht ausgetragen    | nicht ausgetragen   | nicht ausgetragen                   | nicht ausgetragen                     | nicht ausgetragen                      |
| 1997      | Mjavia Malkhaz       | Yayane Chachoyan    | Mjavia Malkhaz Georgi Enukidse      | Yayane Chachoyan Ia Chartonischwili   | Mjavia Malkhaz Chatuna Chelidse        |
| 1998      | Mjavia Malkhaz       | Yayane Chachoyan    | Mjavia Malkhaz Georgi Enukidse      | Yayane Chachoyan Chatuna Chelidse     | Mjavia Malkhaz Yayane Chachoyan        |
| 1999 2000 | nicht ausgetragen    | nicht ausgetragen   | nicht ausgetragen                   | nicht ausgetragen                     | nicht ausgetragen                      |
| 2001      | Mjavia Malkhaz       | Yayane Chachoyan    | Mjavia Malkhaz Georgi Enukidse      | Natia Marianaschwili Yayane Chachoyan | Mjavia Malkhaz Yayane Chachoyan        |
| 2002      | Mamuka Dzodzuashvili | Yayane Chachoyan    | nicht ausgetragen                   | nicht ausgetragen                     | nicht ausgetragen                      |
| 2003      | Edgar Eremian        | Yayane Chachoyan    | nicht ausgetragen                   | nicht ausgetragen                     | nicht ausgetragen                      |
| 2004      | Nodar Sardlischwili  | Natela Mirianashvil | Nodar Sardlischwili Edgar Eremian   | Natela Mirianashvil Ina Davidova      | Nodar Sardlischwili Ina Davidova       |
| 2005      | Mamuka Dzodzuashvili | Ina Davidova        | Mamuka Dzodzuashvili Gia Djanelidse | Natela Mirianashvil Ina Davidova      | Mamuka Dzodzuashvili Natela Absianidse |
| 2006 2015 | nicht ausgetragen    | nicht ausgetragen   | nicht ausgetragen                   | nicht ausgetragen                     | nicht ausgetragen                      |
| 2016      | Vadim Sarkisyan      | nicht ausgetragen   | Luka Ninoshvili Vadim Sarkisyan     | nicht ausgetragen                     | nicht ausgetragen                      |
| 2017      | Luka Ninoshvili      | nicht ausgetragen   | Luka Ninoshvili Grigol Nalgranyan   | nicht ausgetragen                     | nicht ausgetragen                      |
| 2018 2024 | nicht ausgetragen    | nicht ausgetragen   | nicht ausgetragen                   | nicht ausgetragen                     | nicht ausgetragen                      |
| 2025      | nicht ausgetragen    | Elizabed Zumbulidze | nicht ausgetragen                   | nicht ausgetragen                     | nicht ausgetragen                      |